# Nino Donati
Nino Donati (Modena, 27 febbraio 1889 – Firenze, 1965) è stato un imprenditore e dirigente d'azienda italiano dell'industria dell'abbigliamento, di cui è stato pioniere.

## Biografia
Nato a Modena, da un'importante famiglia di origine ebraica, si trasferì a Firenze nel 1909 dove fondò, dopo essersi laureato in chimica e farmacia a Pisa, quella che poi sarebbe stata la Nino Donati e C., fabbrica di cappelli di paglia e di trecce.

Durante il fascismo fu presidente dell'Unione fascista degli industriali di Arezzo.

Nel 1932 venne eletto presidente del Consiglio della Comunità ebraica di Firenze, subì le persecuzioni nazifasciste e nel 1943 fu costretto a rifugiarsi in Svizzera.

Negli anni cinquanta assunse la presidenza del Cappellificio La Familiare di Montevarchi, che versava in condizioni difficili, e lo rilanciò grazie al miglioramento delle attrezzature e dei sistemi di lavorazione. Sfruttando i suoi rapporti d'affari, già allacciati tramite la Nino Donati e C., con l'America e con l'Inghilterra, riuscì a conquistare nuovi ed importanti mercati e con lui La Familiare raggiungerà la sua massima espansione.

Uno dei motivi principali del successo commerciale dei suoi prodotti è stato, sicuramente, quello della diversificazione in funzione del mercato di destinazione.
Essere un imprenditore di successo non lo distolse dall'occuparsi, con impegno, dei bisogni economici e sociali delle classi operaie.
Massone, fu iniziato il 14 dicembre 1914 nella loggia Concordia di Firenze, fu promosso al quarto grado del Rito scozzese antico ed accettato il 9 novembre 1918.

## Pubblicazioni
- L'Industria della paglia nella provincia di Firenze, Camera di commercio e industria della provincia di Firenze, 1927
- Un marchio di origine per i prodotti di paglia, Il Rotary, 1928
- Per un più efficiente ordinamento dell'industria e del commercio della paglia, Il Rotary, 1928
- Problemi sullʹesportazione con speciale riguardo al M.E.C.: Relazione tenuta il 16 aprile 1962, Il Rotary, 1964